# Wilhelm von Taubenheim
Wilhelm Paul Carl Heinrich Graaf von Taubenheim (4 april 1845 - 1887) was een Duits aristocraat die na in Europa gediend te hebben in het Pruisische leger zijn geluk in het Nederlands-Indisch leger beproefde. Wilhelm was van koninklijken bloede, zij het via een morganatisch huwelijk. Zijn moeder was Marie Gräfin von Württemberg (1815 - 1866) de dochter van Wilhelm Friedrich van Württemberg (1761–1830) en diens morganatische echtgenote Wilhelmine Baronin von Tunderfeldt-Rhodis (1777–1822). Marie huwde op 17 september 1842 Wilhelm Graf von Taubenheim (1805 - 1894).
Op 18 mei 1880 trad Wilhelm Paul Carl Heinrich Graaf von Taubenheim in Nederlands-Indië in Nederlandse dienst via het Koloniaal Werfdepot. Hij staat geregistreerd als korporaal der Infanterie Wilhelm Paul Carl Heinrich Graaf von Taubenheim onder stamboeknummer 11602. Daar werd in het stamboek bij vermeld dat hij commandeur in de Orde van de Eikenkroon was. Deze hoge onderscheiding was hem op 25 november 1874 door zijn Nederlandse verwant, Koning Willem III der Nederlanden, Groothertog van Luxemburg toegekend.
De koning gaf hem toestemming ook zijn Duitse en Oostenrijkse onderscheidingen te dragen. Het ging om:
- Ridderkruis Ie klasse der Frederiks-Orde van Württemberg
- Ridderkruis IVe klasse van de Orde van Sint-Wladimir van Rusland
- Ridderkruis van de Orde van Frans Joseph van Oostenrijk
- Het IJzeren Kruis der IIe klasse van Pruisen. Het moet om de uitgave van 1870/1871 gaan.

Koning Willem III en zijn standgenoten in Duitsland, Rusland en Oostenrijk lieten zich bij het verlenen van decoraties eerder leiden door Wilhelms vorstelijke bloed en grafelijke waardigheid dan door zijn militaire rang. Hij bracht het niet verder dan sergeant.